# Balgarowo
Balgarowo (bulgarisch Българово, griechisch Σταχτοχώρι/Stachtohori) ist eine Stadt in der Gemeinde und Bezirk/Oblast Burgas im Südosten Bulgariens.
Bis 1934 trug die Ortschaft den Namen Urum Yeniköy (bulg. Урум Еникьой). 

## Lage
Balgarowo liegt im östlichen Teil der oberthrakischen Tiefebene rund 20 km nordwestlich vom Gemeindezentrum Burgas, rund 15 km südöstlich von der Stadt Ajtos und 6 km nördlich von Kameno. In der Nähe befindet sich mit LUKOIL Neftochim Burgas die größte Raffinerie auf der Balkanhalbinsel. In der Nähe der Stadt verläuft die Autobahn A 1, die Burgas mit Sofia verbindet und die Eisenbahnlinie Burgas-Sofia.

## Geschichte
Während der jahrhundertelang andauernden Herrschaft des Osmanischen Reichs wurde Balgarowo vor allem von Türken und Griechen bewohnt. Am 4. Februar 1878 fand die im Zuge des „Russisch-Türkischen Befreiungskrieg“ von 1877/78 anrückende russische Armee, über 400 ermordeten Bulgaren und Griechen vor.
Die große bulgarische Besiedelung der Neuzeit geht auf bulgarische Flüchtlinge aus Thrakien im heutigen Norden von Griechenland und der Türkei nach dem Ilinden-Preobraschenie-Aufstand 1903 zurück. Sie erhöhte sich nach den Balkankriegen 1912/1913, als weitere Flüchtlingswellen aus Ostthrakien folgten (siehe Thrakische Bulgaren). 1854 baute die griechische Bevölkerung die Kirche „Heiliger Athanasius“. Die bulgarische Bevölkerung baute 1904 ihre eigene Kirche, die des „Heiligen Zar Boris“, die von den Kommunisten 1946 zerstört wurde. In der folgenden Zeit wanderte die türkische und griechische Minderheit aus. 1906 wurde die Tschitalischte „Saglasie“ und 1925 der „Vertriebenenverein der thrakischen Bulgaren Jane Popow“ gegründet. Das Dorf wurde 1974 zur Stadt erklärt.
Seit 1979 beherbergt die ehemalige griechisch-orthodoxe Kirche das Heimatmuseum der Stadt und ein Beinhaus mit den Überreste des Massakers von 1878.

## Söhne und Töchter
- Jordan Marinow, Maler
- Entscho Ratschew, Maler